# Nəhəcir
Nəhəcir è un comune dell'Azerbaigian situato nel distretto di Babək.